# Hospice Gantois
Pour les articles homonymes, voir Gantois (homonymie).
L'Hospice Gantois est un ancien hospice devenu un hôtel situé au croisement de la rue Pierre-Mauroy et de la rue Malpart, dans le quartier Lille-Centre à Lille, dans le département français du Nord en région Hauts-de-France. 
Fondé par Jean de Le Cambe dit « Gantois », échevin de Lille et bourgeois ayant fait fortune dans le négoce d'albâtre, il a été classé Monument historique en août 1923 et en août 1967.
Ce site est desservi par la station de métro Mairie de Lille.

## Histoire
L'Acte de fondation de l'Hospice Gantois, daté du 3 juillet 1462, exprime la volonté de Jean de Le Cambe, dit le Gantois, de faire de ce nouvel édifice un lieu où pouvaient être entretenus (gîte, couvert et soins) treize vieillards indigents. Cela fut rendu possible car le commerçant avait fait fortune grâce à ses talents de négociant spécialisé dans l'albâtre avec l'Angleterre.
Cette institution était rattachée à la collégiale Saint-Pierre et non pas à la paroisse Saint-Sauveur de laquelle il aurait dû dépendre. L'emplacement de l'hospice était propice à sa mission puisque son quartier était assez pauvre, ce qui expliquait aussi la présence d'autres fondations religieuses et chrétiennes de charité. Les sœurs hospitalières, des augustines, étaient au nombre de huit à ses débuts.
Progressivement, du XVIIIe siècle au XXe siècle, l'hospice devint un vrai hôpital (au sens moderne du terme). 
Au moment de la seconde guerre mondiale, l'hospice Gantois accueille des personnes âgées de condition modeste. En septembre 1939, elles sont évacuées sur la côte. Quand en mai 1940, a lieu la bataille de la poche de Lille le bâtiment accueille les soldats blessés et prisonniers.
Il est classé parmi les monuments historiques de Lille le 8 août 1923 et le 31 août 1967. Il resta en activité jusqu'en 1995. En 2003, il fut transformé en hôtel de luxe : l'Hermitage Gantois.

## Description
L'édifice était originellement composé d'une salle des malades et d'une chapelle, où fut enterré Jean de Le Cambe et où peut être admiré un chemin de croix datant du XVe siècle, et d'autres bâtiments axés sur quatre cours.
L'hospice fut agrandi en 1664 et en 1672 pour être ainsi doté d'une maison pour le chapelain (à gauche de la chapelle) et d'une maison d'accueil (où se trouve une niche abritant une petite statue représentant Saint-Jean-Baptiste, à droite de la chapelle) ; la chapelle bénéficie, depuis, d'un autel privilégié. Il y subsiste aussi les restes d'une fresque figurant saint Piat et un saint céphalophore, portant son crâne dans ses mains.
Actuellement ses visiteurs peuvent également y admirer le grand salon, la bibliothèque et le cloître qui ont gardé le charme de l'ancien.

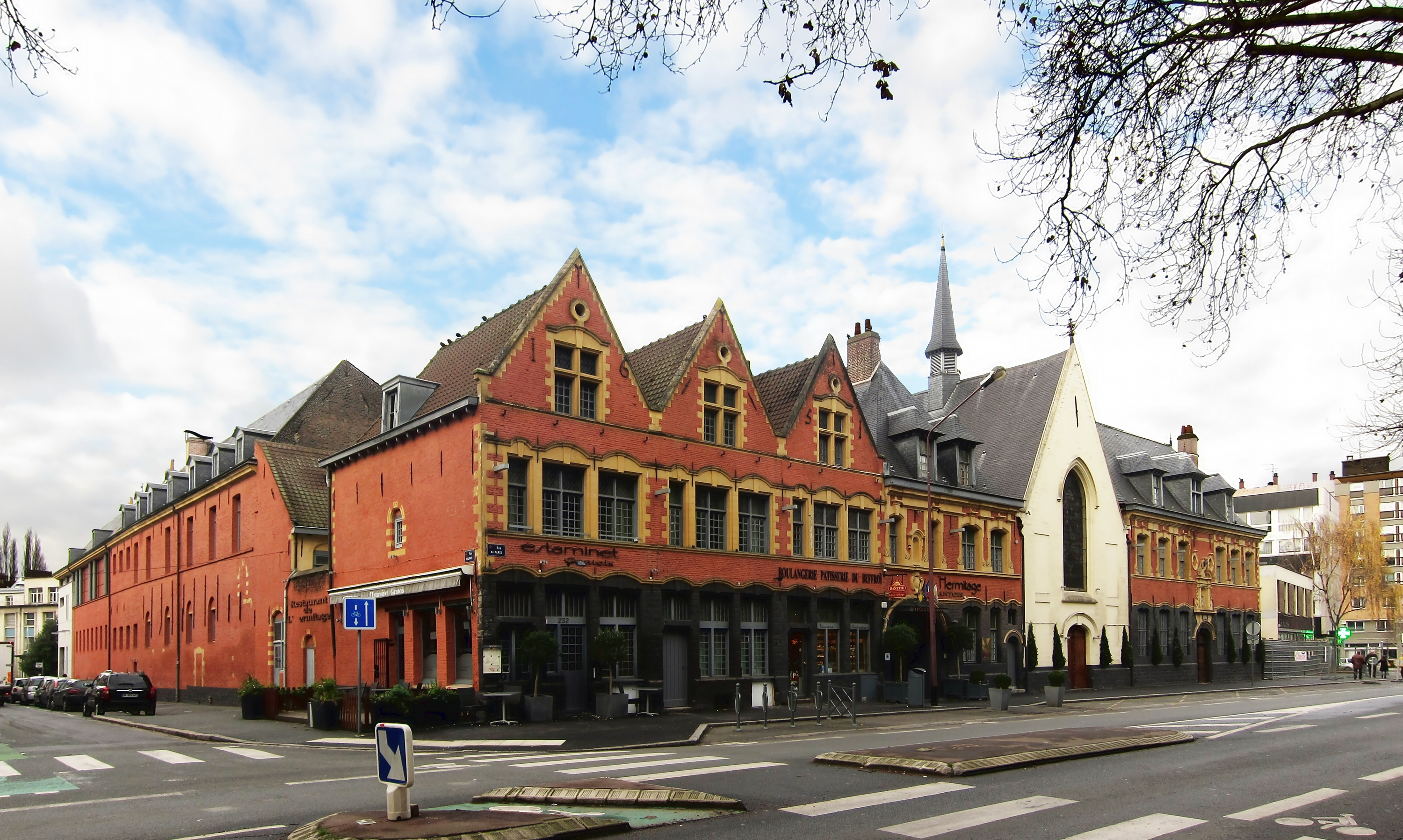
Vue générale de l'Hospice Gantois.
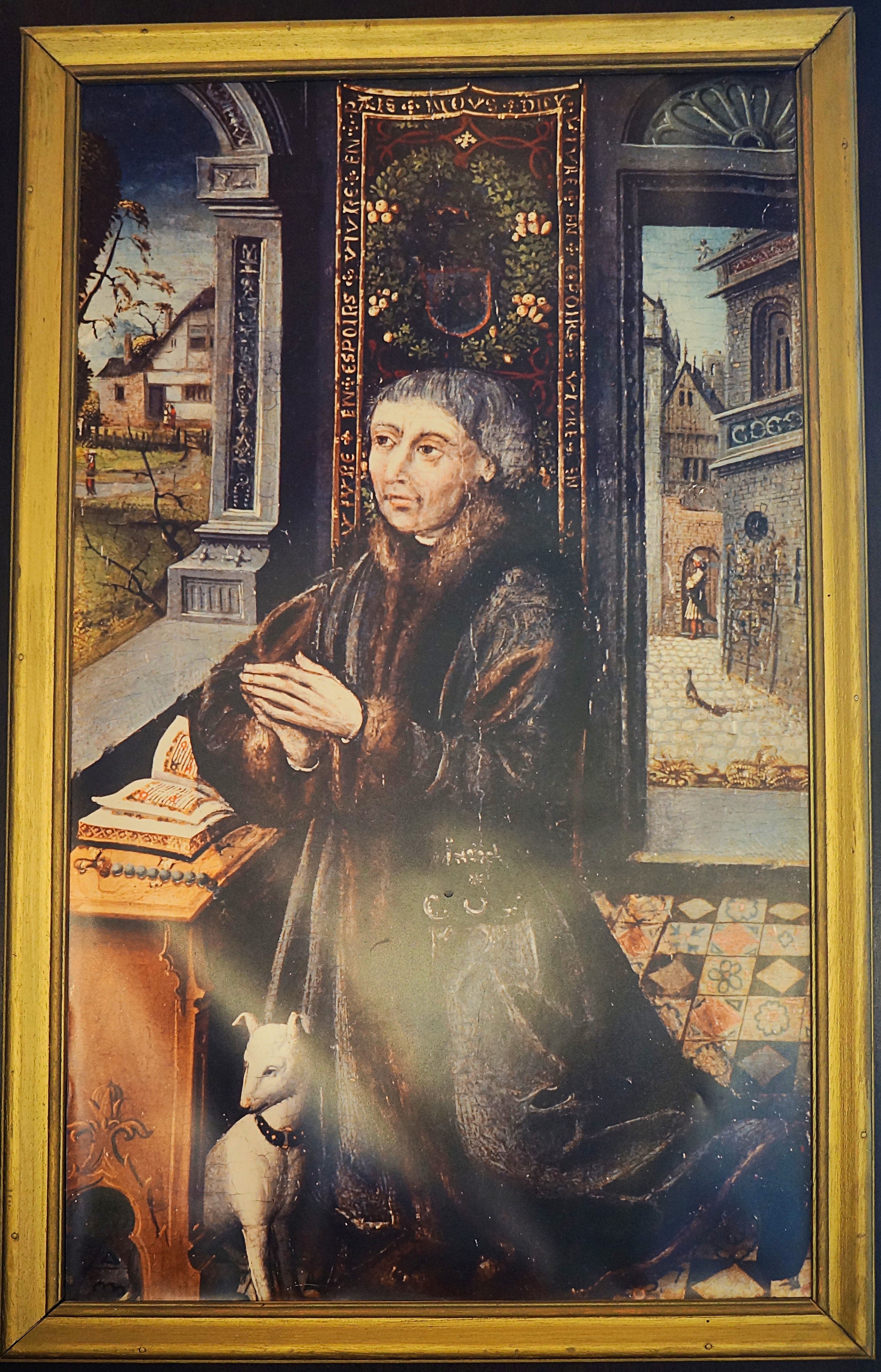
Jehan de Le Cambe.
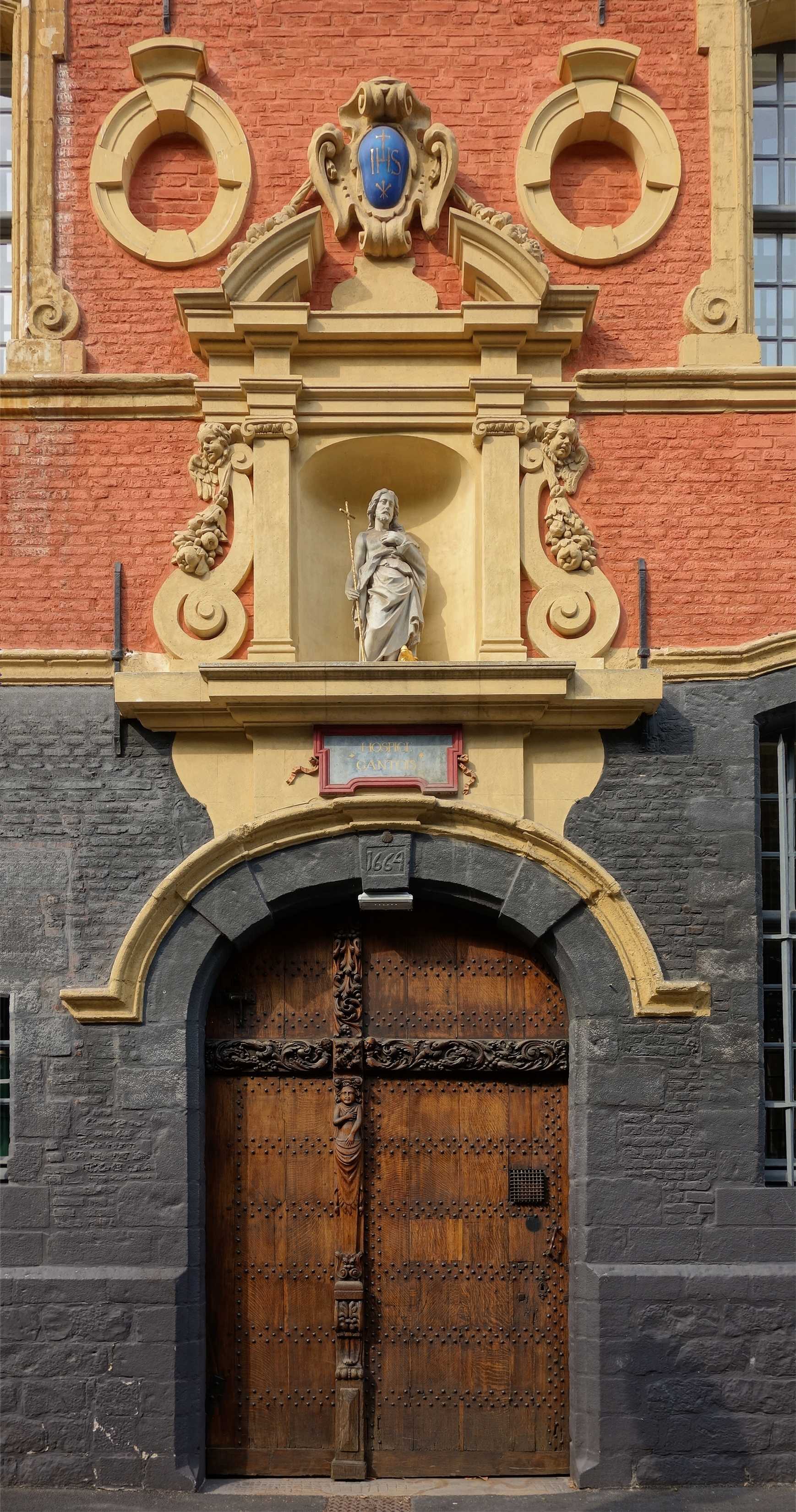
Porte de la maison d'accueil.
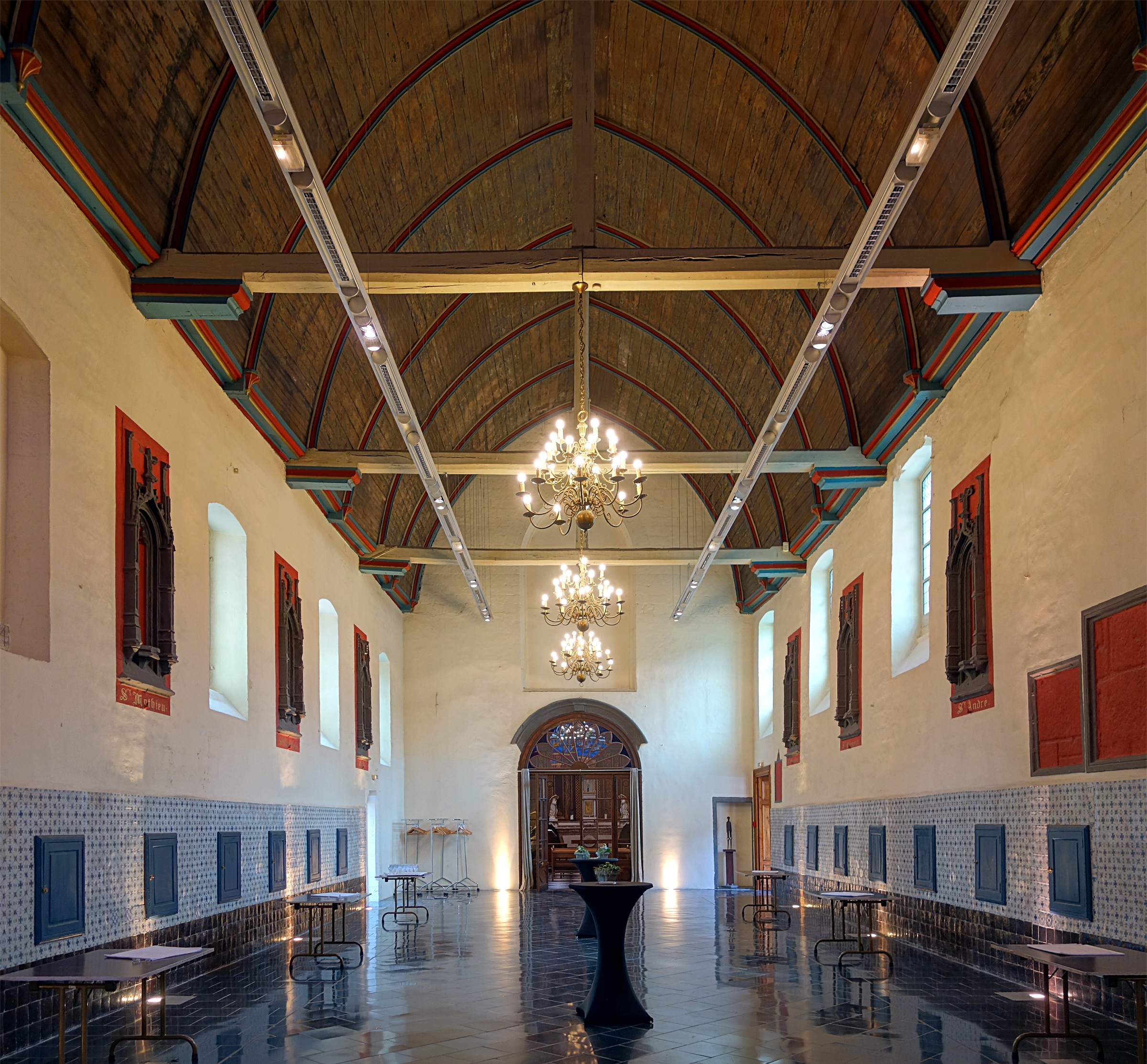
Salle des malades.
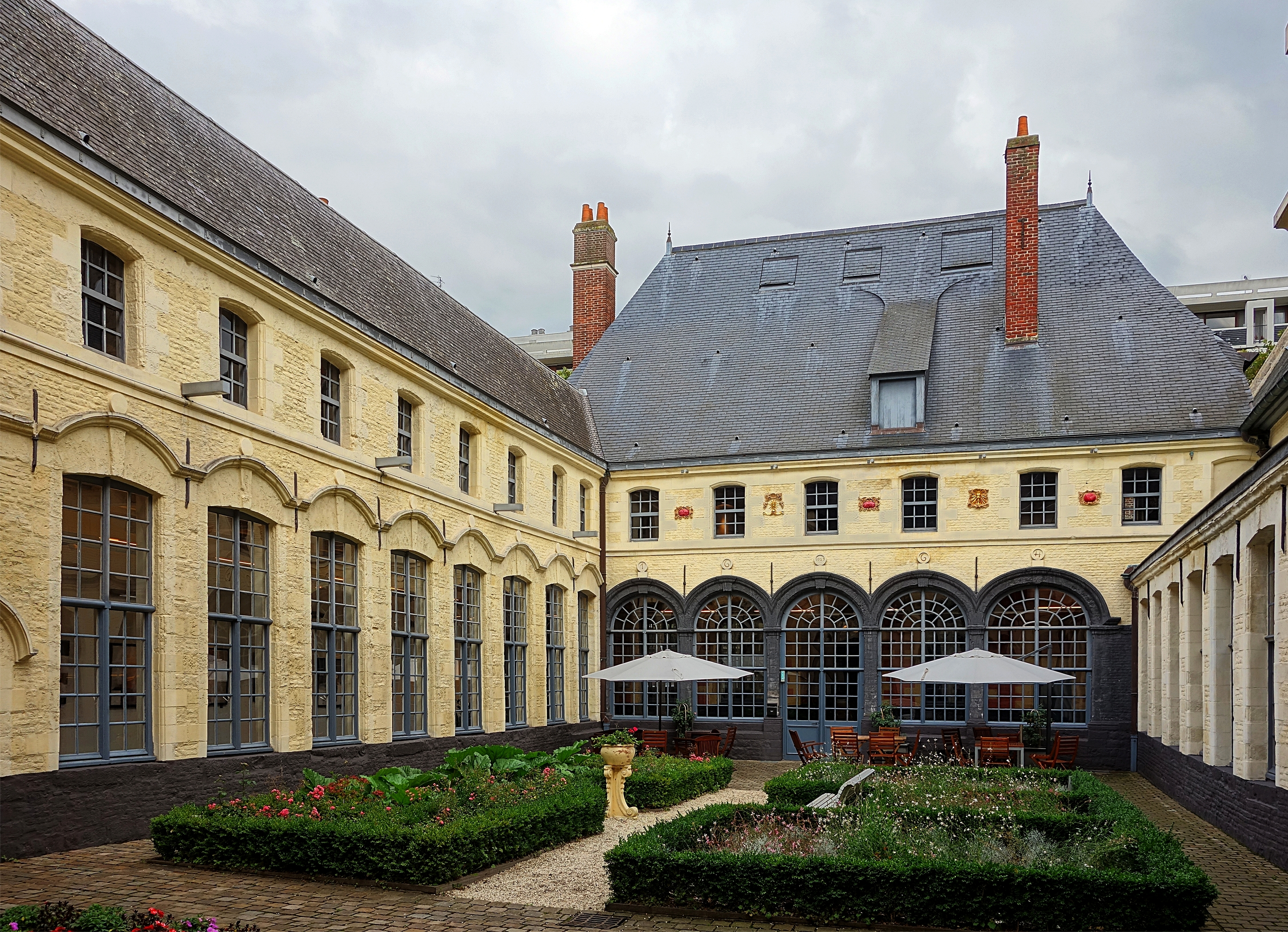
Cour intérieure.
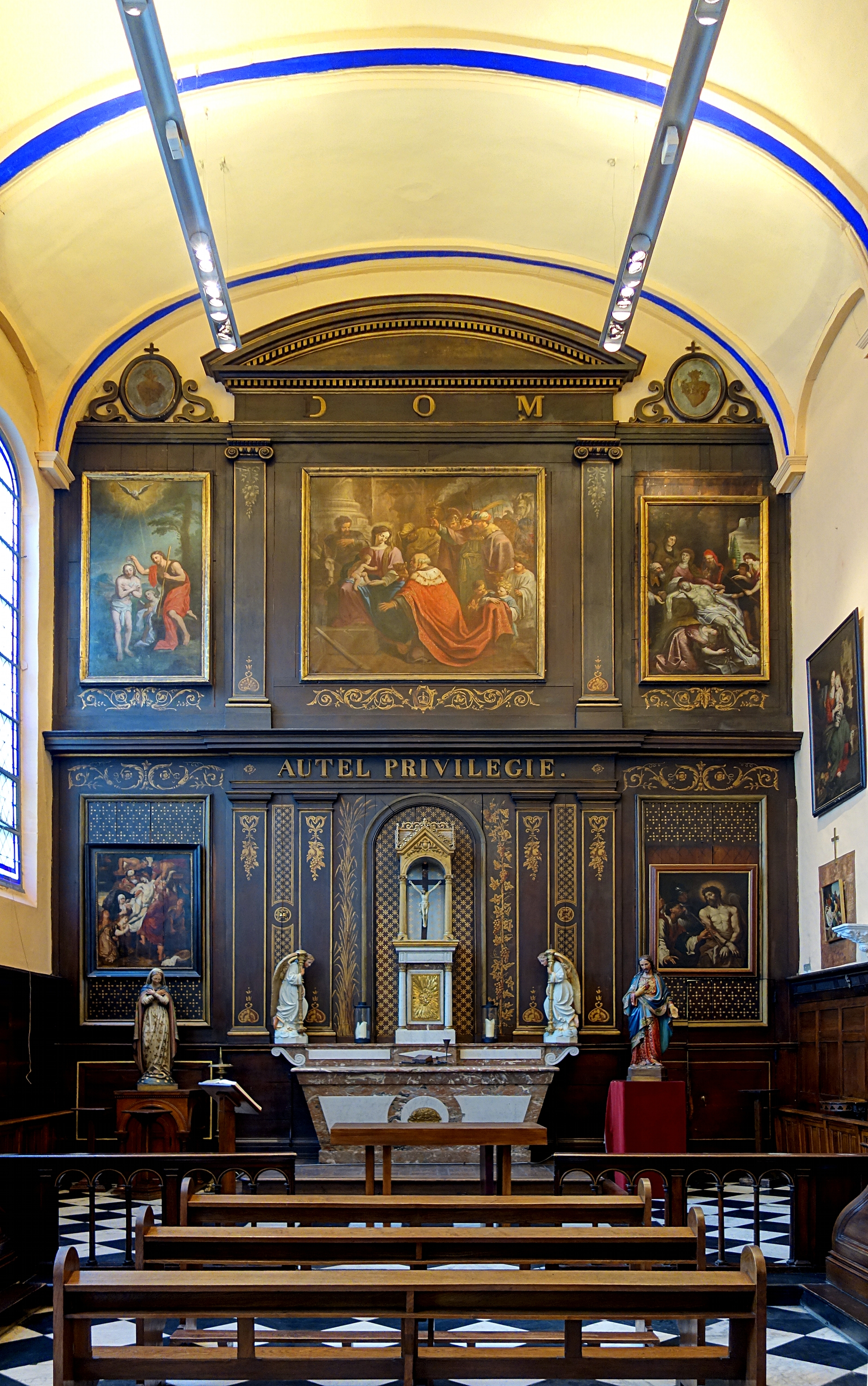
Chapelle.
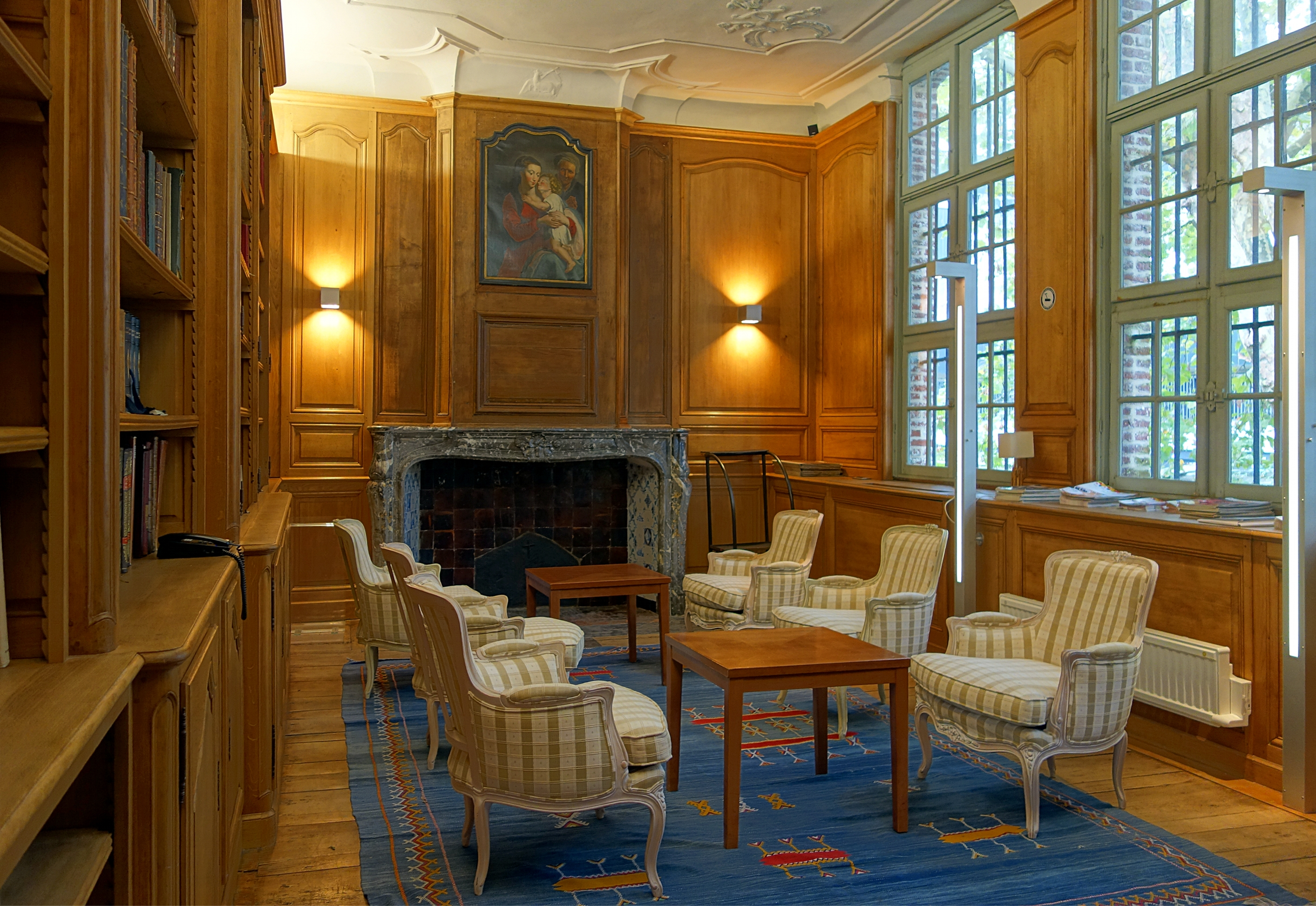
Bibliothèque.
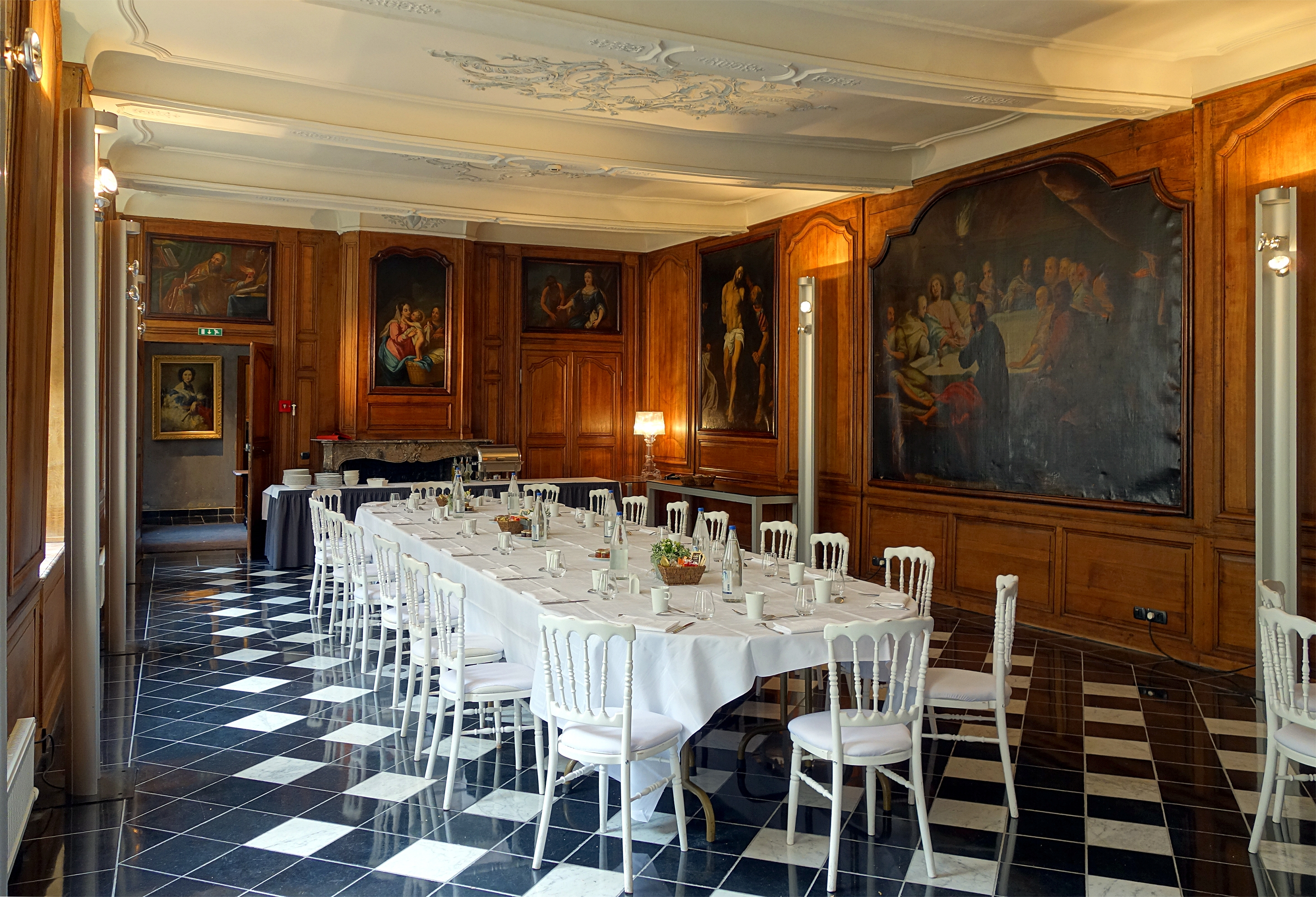
Salle à manger.